# Jean Van Ingelghem
Jean Van Ingelghem (* 30. Juni 1890 in Etterbeek; † August 1963 in Amsterdam) war ein belgischer Radrennfahrer und nationaler Meister im Radsport.

## Sportliche Laufbahn
1911 wurde er beim Sieg von Joseph Vandaele Zweiter der Belgien-Rundfahrt für Unabhängige. Von 1912 bis 1928 war er als Berufsfahrer aktiv. In seinem ersten Jahr als Profi, 1912, wurde er nationaler Meister im Querfeldeinrennen. 1914 konnte er den Titel erneut gewinnen.